# Ampezzo
Ampezzo (Dimpeç en frioulan) est une commune de 990 habitants de la province d'Udine, dans la région autonome du Frioul-Vénétie Julienne, en Italie.

## Administration
| Période                                  | Période  | Identité          | Étiquette | Qualité |
| ---------------------------------------- | -------- | ----------------- | --------- | ------- |
| 14 juin 2004                             | En cours | Eugenio Benedetti |           |         |
| Les données manquantes sont à compléter. |          |                   |           |         |

### Hameaux

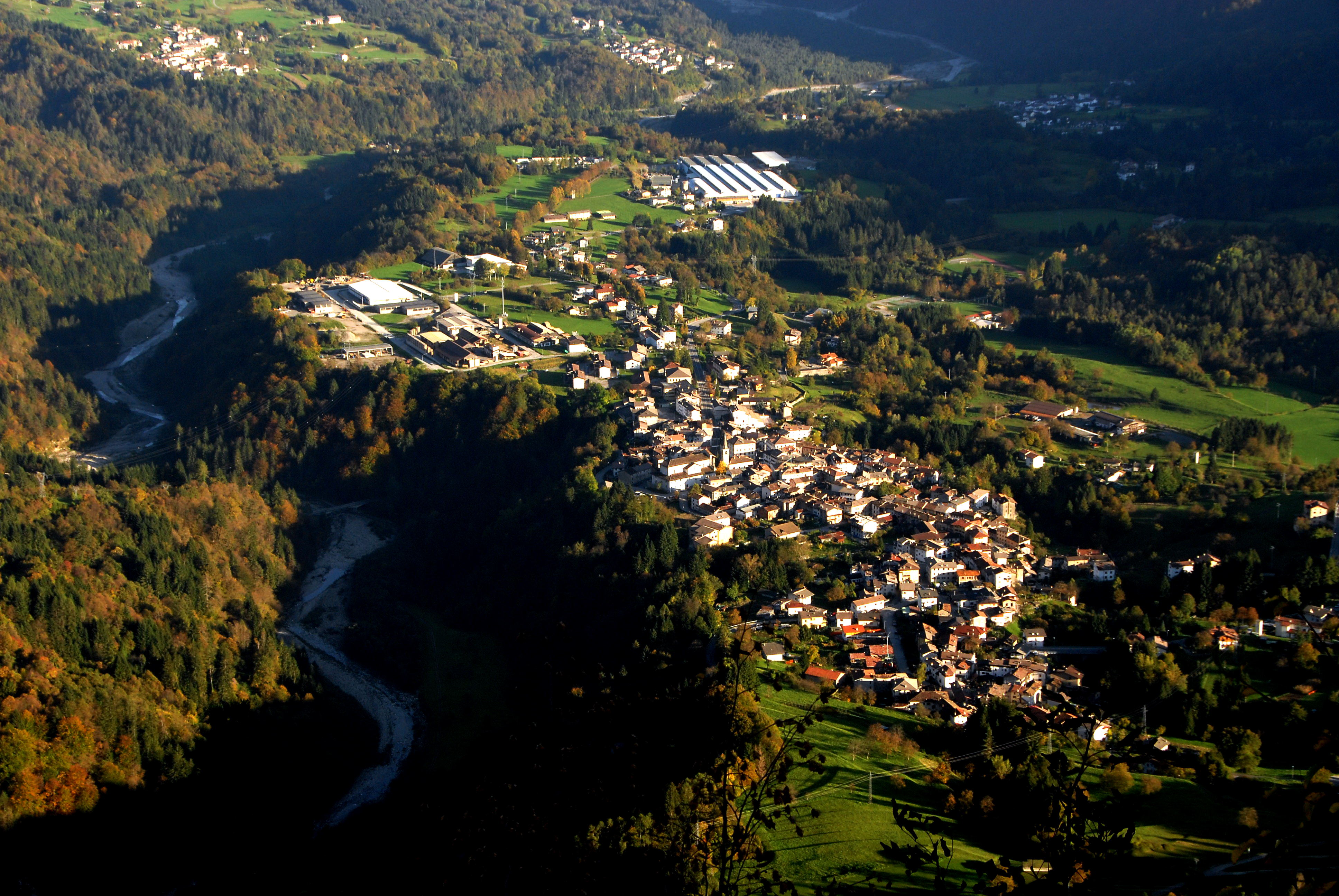
Ampezzo depuis le Mt Pura.

Cima Corso, Oltris, Voltois.

### Communes limitrophes
Forni di Sotto, Ovaro, Sauris, Socchieve.

## Notes et références

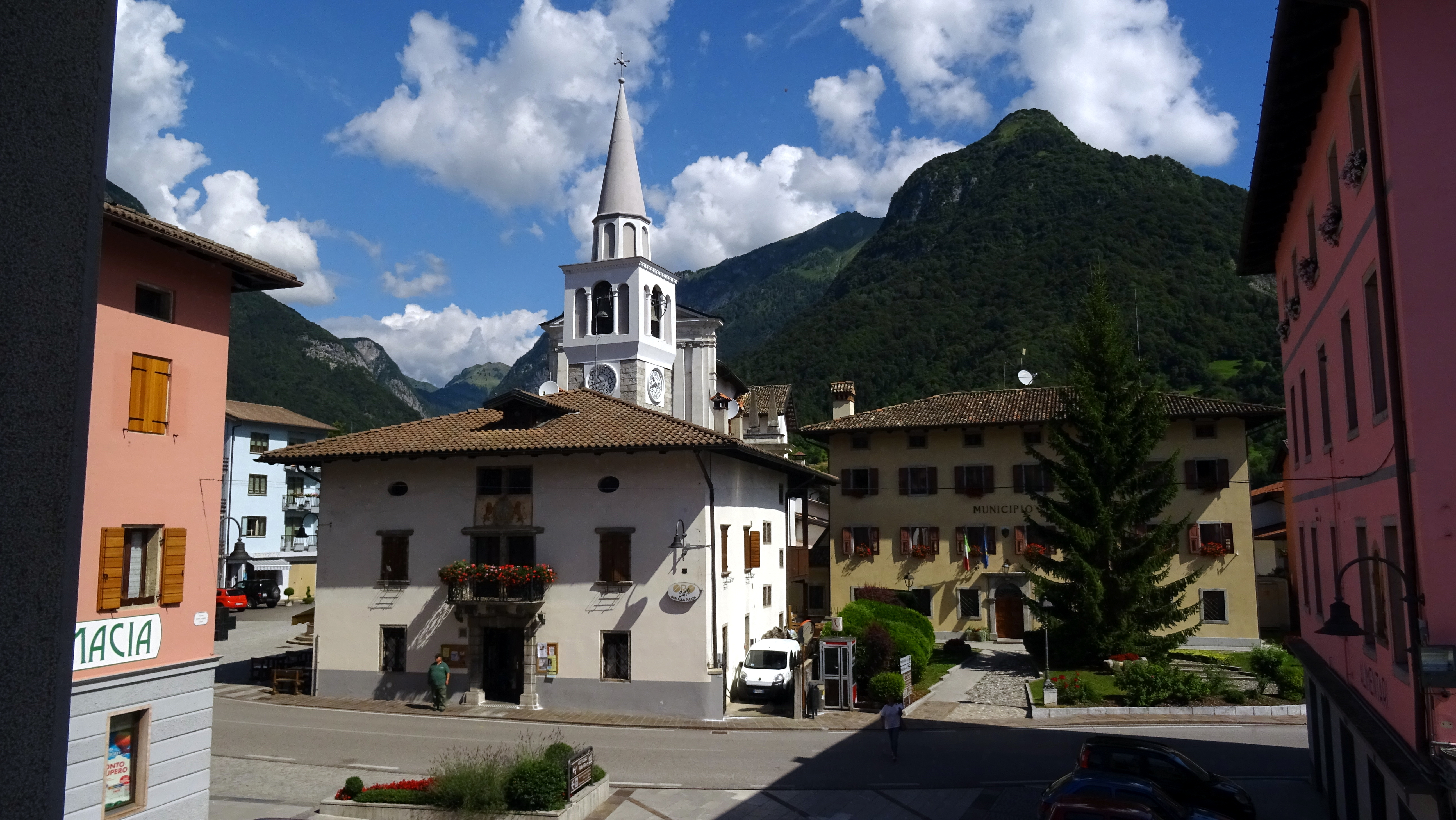
Centre d'Ampezzo : mairie et campanile.

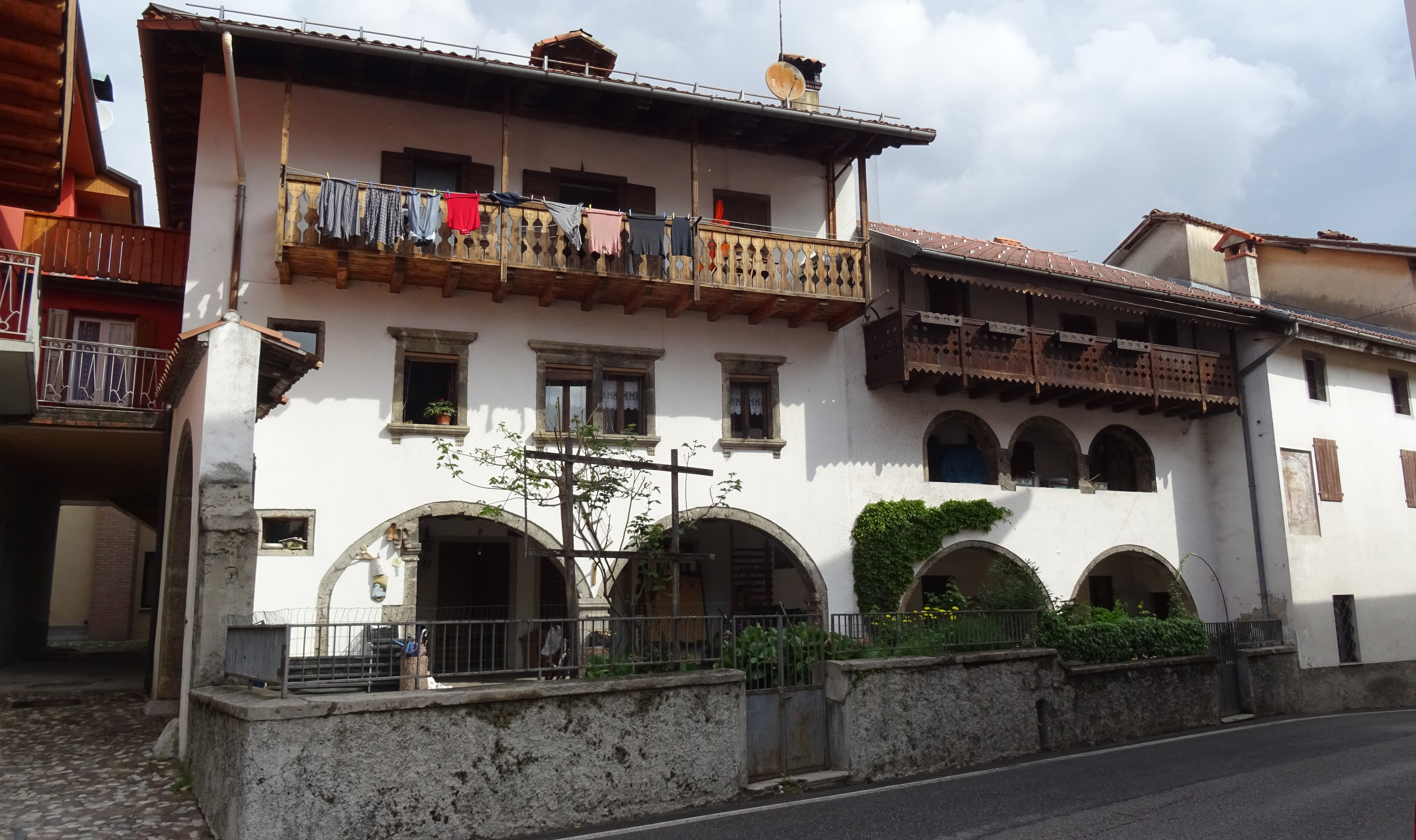
Maisons typiques d'Ampezzo.